# Bay United Football Club
El Bay United fue un club de fútbol de Sudáfrica, de la ciudad de Port Elizabeth. Fue fundado en 2006 y desapareció en 2012.
En la temporada 2007-2008 ganó los playoffs por el ascenso y disputó la Premier Soccer League en la temporada 2008-09. En esa campaña el club fue último, por lo que descendió nuevamente a la Primera División.

## Uniforme
- Uniforme titular: Camiseta roja, pantalón blanco y medias rojas.
- Uniforme alternativo: Camiseta azul, pantalón blanco y medias azules.

## Entrenadores
- Vladislav Heric: 2006 – 2008
- Pernell McKop: 2008
- Khabo Zondo: 2008 – 2009
- Eddie Dyaloyi: 2009
- David Bright: 2009 – 2012